# Pogonolobus
Pogonolobus là một chi thực vật có hoa trong họ Thiến thảo (Rubiaceae).

## Loài
Chi Pogonolobus gồm các loài: